# Département du Mayo Danaï
Département du Mayo Danaï är ett departement i Kamerun.   Det ligger i regionen Nordligaste regionen, i den nordöstra delen av landet, 800 km nordost om huvudstaden Yaoundé.